# ハルビン国際会展体育センター
ハルビン国際会展体育センター（はるびんこくさいかいてんたいいくセンター、簡体字:哈尔滨国际会展体育中心、拼音: Hā'ěrbīn Guójì Huìzhǎn Tǐyù Zhōngxīn）は、中華人民共和国の黒竜江省ハルビン市南崗区にある会議展覧センター。

## 概要
主な施設として陸上競技場、体育館、展示場、ショッピングモール、ホテル等がある。

## 施設

### 陸上競技場
主にサッカーの試合に用いられる。収容人数は50,000人、敷地面積630,000平方メートル。陸上競技場及びサッカーコート
中国サッカー・スーパーリーグに所属する哈爾浜毅騰足球倶楽部がホームスタジアムとして利用していた。2009年9月9日にはサッカー中国代表がサッカーセネガル代表と親善試合を行った。

### 体育館
陸上競技場の隣に体育館を併設している。名前の通り、国際展示場として機能する他、バスケットボール等の室内競技の国際競技大会を行うことも可能である。
2007年には、体育館でフィギュアスケートの2007年中国杯が、2009年には冬季ユニバーシアードが、2025年には2025年アジア冬季競技大会が開催された。

### 展示場
AからDの4つの建物があり、通年で各種イベントに利用されている。

## アクセス
- ハルビン地下鉄3号線会展センター駅（中国語版）下車。